# Monte Somma
Monte Somma (1132 m) is een vulkaancaldera bij de stad Napels in Italië.
De Sommacaldera is het restant van een zeer grote vulkaanuitbarsting die ongeveer 18.300 jaar geleden plaatsvond. Naderhand is in de caldera de vulkaan Vesuvius gevormd. Een jongere vulkaan in een caldera wordt ook wel sommavulkaan genoemd.